# Welterbe in Kuwait

Kuwait hat die Welterbekonvention 2002 ratifiziert. Bislang (Stand 2025) wurde noch keine Stätte in Kuwait in das UNESCO-Welterbe aufgenommen.

## Tentativliste
In der Tentativliste sind die Stätten eingetragen, die für eine Nominierung zur Aufnahme in die Welterbeliste vorgesehen sind. 

### Aktuelle Welterbekandidaten
Mit Stand 2025 sind fünf Stätten in der Tentativliste Kuwaits eingetragen, die letzte Eintragung erfolgte im Januar 2025.
Die folgende Tabelle listet die Stätten in chronologischer Reihenfolge nach dem Jahr ihrer Aufnahme in die Tentativliste (K – Kulturerbe, N – Naturerbe, K/N – gemischt).
| Bild                                                       | Bezeichnung                                                | Jahr | Typ | Ref. | Beschreibung |
| ---------------------------------------------------------- | ---------------------------------------------------------- | ---- | --- | ---- | --- |
| Sa'ad- und Sae'ed-Gebiet auf der Failaka-Insel             | Sa'ad- und Sae'ed-Gebiet auf der Failaka-Insel             | 2013 | K   | 5800 | umfasst sechs archäologische Stätten und ein Gebäude auf der Insel Failaka im Persischen Golf ca. 20 km östlich der Stadt Kuwait |
| Abradsch al-Kuwait                                         | Abradsch al-Kuwait                                         | 2014 | K   | 5933 | Gruppe von Wassertürmen in Kuwait                                                                                                |
|                                                            | Palast des Scheichs Abdullah al Dschabir                   | 2015 | K   | 6005 | |
|                                                            | Insel Boubyan und Meeresreservat Mubarak Al-Kabeer         | 2017 | N   | 6257 | |
| Failaka Island: Ein Palimpsest menschlicher Zivilisationen | Failaka Island: Ein Palimpsest menschlicher Zivilisationen | 2025 | K   | 6800 | Überschneidung mit der Tentativstätte #5800 von 2013                                                                             |